# سواروسط
سواروسط، روستایی از توابع بخش مرکزی شهرستان کلاله در استان گلستان ایران است.
شغل مردم روستای سواروسط کشاورزی و دامداری می باشد
رئیس شورای اسلامی آقای حسین طاقانی می باشد.

## جمعیت
این روستا در دهستان زاوکوه قرار دارد و براساس سرشماری مرکز آمار ایران در سال ۱۳۸۵، جمعیت آن ۱۵۵ نفر (۳۳خانوار) بوده‌است.